# Sebastian Otto (Jurist)

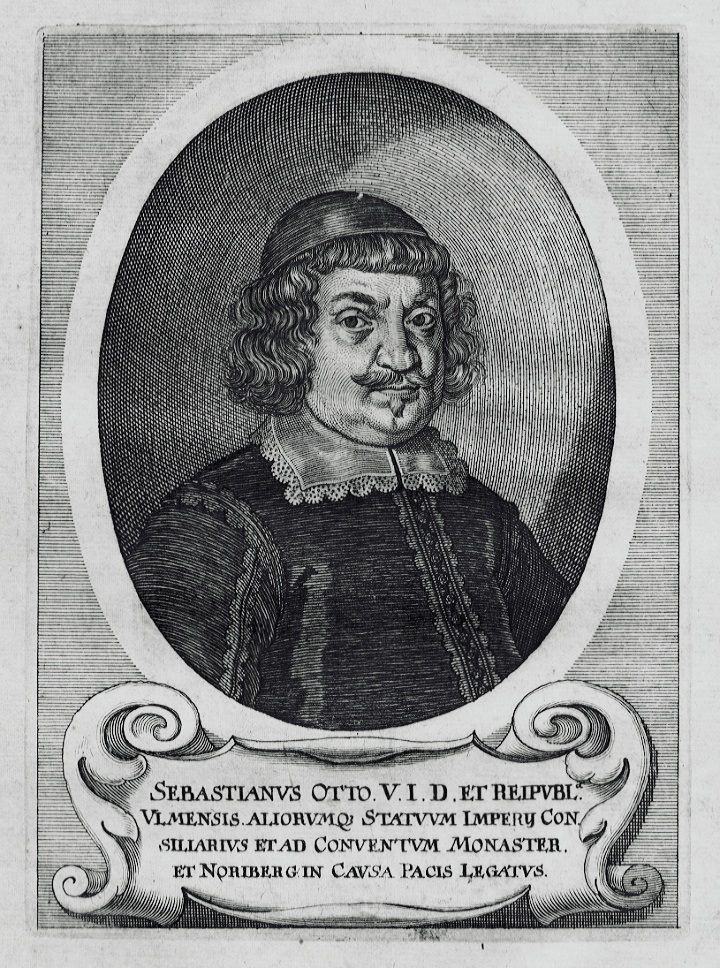
Sebastian Otto (1607–1678)

Sebastian Otto (* 28. Oktober 1607 in Ulm; † 11. August 1678 ebenda) war ein deutscher Jurist, Syndikus und Gesandter der Freien Reichsstadt Ulm
zu den Friedensverhandlungen in Münster/Osnabrück (1644–1648) sowie zum Reichstag zu Regensburg.

## Leben

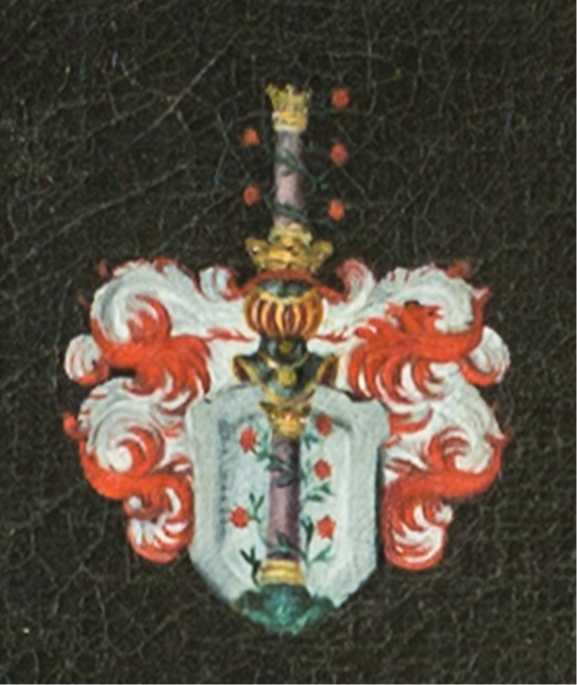
Wappen der Familie Otto: eine blütenumrankte Marmorsäule mit bekröntem Kapitell auf einem grünen Dreiberg

Die Familie Otto stammte aus der Reichsstadt Ulm.
Sebastian Otto wurde als Sohn des Schreiners und Weinschreibers der Reichsstadt, Daniel Otto (um 1553–1627), und dessen zweiter Ehefrau (⚭ 1593) Margarethe Weihenmaier (Weyhenmeyer; 1571–nach 1635) geboren. Die Mutter war die Tochter eines Handelsmannes aus Lauingen. Die Abstammung mütterlicherseits geht zurück auf Antonius Weihenmaier, Bürgermeister in Lauingen, welcher später nach Ulm übersiedelte, wo er 1633 starb. Jener hatte 1605 nach dem Tod seiner Tante Margarethe (Witwe des Juristen Nikolaus Reusner) die Verantwortung und Verwaltung ihrer 1602 bestimmten Stiftung, für die Weihenmaier'sche Familienmitglieder zum Studieren auf der Universität, übernommen. Einer seiner Enkel war Johann Heinrich Weyhenmayer (1637–1706), lutherischer Prediger zu Ulm.
Nach einem Studium der Rechtswissenschaften an den Universitäten in Straßburg (1625), Tübingen (1627), Altdorf (1629), Ingolstadt (1630) und Basel (1630) promovierte Sebastian Otto am 29. März 1631 zum Doktor beider Rechte. Er wurde Rats-Advokat (Syndikus) in Ulm und 1644 als Komitialgesandter an den kaiserlichen Hof in Innsbruck und Wien bestellt. Anschließend war er Gesandter der Stadt Ulm bei den Friedensverhandlungen des Westfälischen Friedens in Münster und Osnabrück. Außerdem vertrat er die Evangelischen in Biberach. Nach dem Friedensschluss nahm er 1649/1650 am Nürnberger Exekutionstag teil, dessen Aufgabe die Klärung von Fragen war, die bei den Friedensverhandlungen in Münster/Osnabrück offen geblieben waren. 1662/1663 nahm er am Reichstag in Regensburg teil.
Sein Vetter Markus Otto (1600–1674) ging von Ulm nach Straßburg und wurde dort Ratskonsulent. Die Vettern trafen sich wieder bei den Friedensverhandlungen in Münster und Osnabrück, wo Markus die Stadt Straßburg vertrat. 
Sebastian Otto hinterließ drei Söhne, wovon der Älteste, Jakob Otto (1635–1703), dem väterlichen Beruf nachfolgte und auch reichsstädtischer Konsulent und juristischer Schriftsteller wurde. Die beiden anderen Söhne, Johann Sebastian (* 1641) und Johann Adam Otto (* 1646) wurden Theologen. Der württembergische Minister Christian Friedrich Otto war Sebastian Ottos Ururenkel.

## Schriften
Sebastian Otto hinterließ mehrere juristische Schriften, darunter ein handschriftlicher Commentarius in Corpus Juris Reipublicae Ulmensis (Kommentar zu den Rechten der Stadt Ulm), sowie einige gedruckte, jedoch mehrheitlich erst nach seinem Tod von seinem Sohn Jakob veröffentlichte Werke.